# Lista över slott och herrgårdar i Gästrikland
Detta är en lista över slott och herrgårdar i Gästrikland. Gästrikland saknar i det närmaste helt äldre frälsegårdar. På 1560-talet fanns ännu bara två frälsegårdar i hela landskapet, nämligen två gårdar i Ås, Österfärnebo socken som Magnus Giselsson (Sparre av Aspnäs) bytt till sig av Uppsala domkyrka. Gårdarna tillhörde ännu 1571 ägarna till Aspnäs gård. Av de herrgårdar som listas nedan är flertalet bruksherrgårdar, några har dock fått frälsefrihet.

## Slott och borgar
| Bild | Namn        | Typ        | Kommun | Läge                                          | BBR id |
| ---- | ----------- | ---------- | ------ | --------------------------------------------- | ------ |
|      | Gaddaborg   | slottsruin | Gävle  | 60°38′33″N 16°59′27″Ö / 60.64246°N 16.99076°Ö |        |
|      | Gävle slott | slott      | Gävle  | 60°40′19″N 17°08′39″Ö / 60.67204°N 17.14417°Ö |        |

## Herrgårdar
| Bild | Namn               | Typ      | Kommun    | Läge                                          | BBR id |
| ---- | ------------------ | -------- | --------- | --------------------------------------------- | ------ |
|      | Axmar              | herrgård | Gävle     | 61°02′48″N 17°08′58″Ö / 61.04662°N 17.14955°Ö |        |
|      | Engeltofta         | herrgård | Gävle     | 60°42′18″N 17°14′23″Ö / 60.70509°N 17.23984°Ö |        |
|      | Fleräng            | herrgård | Gävle     | 60°38′13″N 17°21′39″Ö / 60.63695°N 17.36096°Ö |        |
|      | Forsbacka herrgård | herrgård | Gävle     | 60°36′40″N 16°54′21″Ö / 60.61098°N 16.90591°Ö |        |
|      | Gysinge            | herrgård | Sandviken | 60°17′17″N 16°52′54″Ö / 60.28815°N 16.88162°Ö |        |
|      | Hadeholm           | herrgård | Gävle     | 60°17′26″N 17°02′25″Ö / 60.29053°N 17.04027°Ö |        |
|      | Hammarby           | herrgård | Sandviken | 60°32′27″N 16°34′12″Ö / 60.54084°N 16.56997°Ö |        |
|      | Hofors             | herrgård | Hofors    | 60°33′08″N 16°17′48″Ö / 60.55236°N 16.29665°Ö |        |
|      | Högbo              | herrgård | Sandviken | 60°40′11″N 16°48′56″Ö / 60.66961°N 16.81557°Ö |        |
|      | Kungsgården        | herrgård | Sandviken | 60°36′27″N 16°37′26″Ö / 60.60743°N 16.62401°Ö |        |
|      | Mackmyra           | herrgård | Gävle     | 60°38′26″N 16°58′01″Ö / 60.64048°N 16.96694°Ö |        |
|      | Tolvfors           | herrgård | Gävle     | 60°40′52″N 17°06′50″Ö / 60.68122°N 17.11394°Ö |        |
|      | Vi                 | herrgård | Ockelbo   | 60°53′11″N 16°42′10″Ö / 60.88651°N 16.70264°Ö |        |